# Willem Holleeder
Willem Frederik Holleeder (Amsterdam, 29 maggio 1958) è un criminale olandese.
Soprannominato De Neus per le dimensioni del suo naso, è diventato famoso come uno dei rapitori del magnate della birra Freddy Heineken e del suo autista, Ab Doderer, nel 1983, con un riscatto di 35 milioni di fiorini pari a circa 25 milioni di euro attuali e per questo condannato a undici anni di reclusione. Poi, nel 2007 Holleeder è stato condannato a nove anni di carcere per diverse estorsioni tra cui quella a Willem Endstra, ucciso nel 2004.

## Biografia
Nato nel 1958 nel quartiere Jordaan ad Amsterdam era figlio di Wim Holleeder, un ex ciclista professionista dipendente della Heineken (era stato anche autista personale di Freddy Heineken) poi licenziato e datosi all'alcolismo. Da adolescente, insieme al suo compagno di classe Cor van Hout, faceva parte di una banda che lavorava per i proprietari immobiliari e dedita allo sfratto violento degli squatters e potrebbe essere stato coinvolto in numerose rapine compreso lo spettacolare assalto al Gemeentegirokantoor sul Singel nel 1974 con fuga in motoscafo. Cor van Hout è poi diventato suo cognato sposando sua sorella Sonja
.

### Il sequestro Heineken

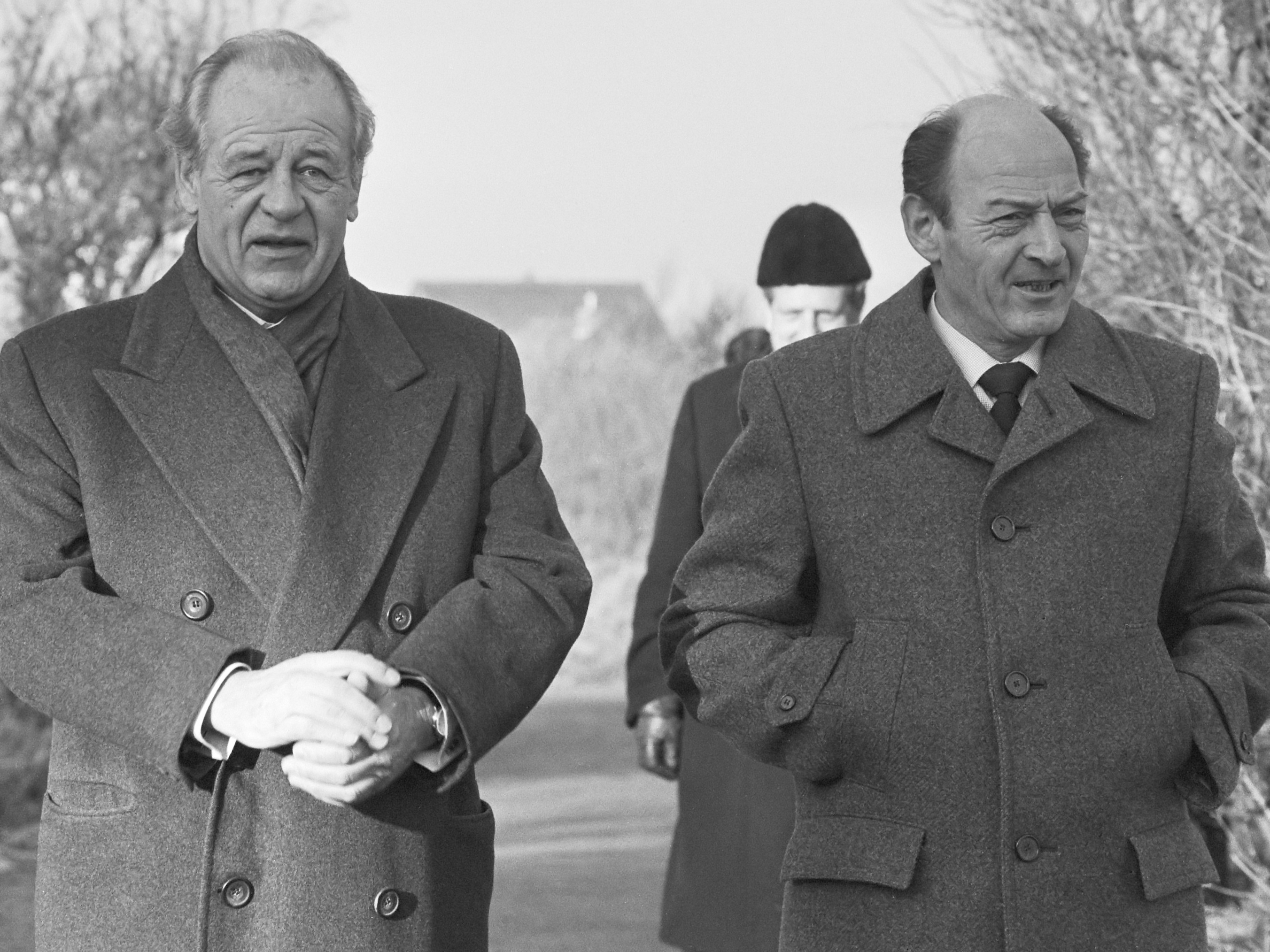
Freddy Heineken en Ab Doderer (1983)

Nel 1983, Holleeder e van Hout con tre complici, rapirono Freddy Heineken insieme al suo autista. La loro richiesta di 35 milioni di fiorini fu accettata dalla famiglia, nonostante la polizia fosse contraria. Intascati i soldi, l'avrebbero fatta franca se non ci fosse stata una telefonata anonima che indicava il luogo dove i due rapiti erano tenuti prigionieri ed i nomi dei cinque componenti della banda (Cor Van Hout, Willem Holleeder, Jan Boelaard, Frans Meijer e Martin Erkamps). Furono tutti rintracciati e condannati. Durante questo periodo, Holleeder conobbe altri gangster, come Dennis Stewart e Yvon Lodewijks, che fu poi accusato di aver ordinato l'omicidio di Cor van Hout.
Dopo aver scontato la pena, Holleeder è emerso come un leader criminale di alto profilo. Diversi milioni del riscatto di Heineken non furono mai ritrovati e potrebbero essere stati parte del capitale iniziale col quale lui e Cor van Hout hanno creato un impero di estorsioni. Inizialmente era in rapporti di affari con l'imprenditore immobiliare Willem Endstra, probabilmente coinvolgendo il riciclaggio di denaro. Dopo che Cor van Hout fu ucciso nel 2003, Holleeder entrò in contrasto con Endstra.
Endstra testimoniò segretamente con la polizia su Holleeder, ma è stato ucciso vicino al suo ufficio nel 2004. Si sospetta che Holleeder, insieme col complice Dino S., abbia ordinato l'assassinio di Endstra e John Mieremet, ucciso in Thailandia il 2 novembre 2005. Secondo Endstra, Holleeder sarebbe coinvolto in 25 omicidi, incluso quello di Cor van Hout. Il quotidiano De Telegraaf ha riferito il 16 luglio 2006 che Holleeder e Cor van Hout avevano progettato di rapire il Principe Bernhard invece di Freddy Heineken. Thomas van der Bijl, ucciso nel suo bar ad Amsterdam nell'aprile 2006, ha fatto queste dichiarazioni alla polizia
.

### Processo e condanna del 2007
Il suo avvocato, Bram Moszkowicz, ha sostenuto che la campagna mediatica su Holleeder ha pregiudicato il caso contro di lui. Tuttavia, Moszkowicz è stato costretto a dimettersi dopo le accuse dei media di conflitto di interesse dal momento che era stato anche avvocato di Willem Endstra.
Tra i testimoni nel processo ci fu l'avvocato Bram Zeegers, che dichiarò che Holleeder estorse milioni di euro a Endstra tra il 2000 e il 2004. Una settimana dopo la testimonianza, Zeegers è stato trovato morto di overdose.
Alla fine del 2007, Holleeder ha subito un intervento chirurgico al cuore.
Durante la detenzione nel 2008 è stato arrestato anche per il presunto coinvolgimento nell'omicidio dello spacciatore Serge Miranovic nel 2006.
Holleeder è stato dichiarato colpevole di estorsione e condannato a nove anni di carcere. Il suo appello è stato respinto nel luglio 2009.

### Dopo il rilascio
Rinchiuso nel carcere De Schie di Rotterdam, fu rilasciato il 27 gennaio 2012, dopo aver scontato due terzi della condanna. Dopo la sua uscita è apparso in televisione e ha inciso un disco dal titolo Willem is terug (Willem è tornato) nel settembre 2012 insieme al rapper Lange Frans. Molti politici hanno condannato la cosa perché Holleeder non dovrebbe diventare un eroe di culto. Inoltre, dal settembre 2012 al 7 marzo 2013 Holleeder ha scritto una colonna settimanale per la rivista Nieuwe Revu.
Nel febbraio 2013 Holleeder è stato co-fondatore del club di motociclisti No Surrender MC ed è stato vicepresidente della sezione di Amsterdam.
Nel maggio 2013, Holleeder è stato di nuovo arrestato in un'operazione che ha coinvolto 450 poliziotti e militari, accusato di estorsione. La vittima della presunta estorsione era Theo Huisman, ex presidente della sezione di Amsterdam degli Hells Angels. Il 12 giugno 2013 Holleeder è stato scarcerato, ma rimane sospettato nel caso. Tornato in prigione il 13 dicembre 2014 per minacce di morte al giornalista Peter de Vries, nel maggio del 2015 è emerso che Holleeder sapeva chi era coinvolto nell'omicidio di suo cognato, Cor van Hout. L'altra sua sorella Astrid, temendo che Holleeder avesse intenzione di assassinarla, ha collaborato con la polizia andandolo a trovare in carcere e registrando la sua confessione.